# Pete Green
Peter »Pete« Green, kanadski hokejski trener, † 13. marec 1868, Montréal, † 22. september 1934, Ottawa. 
Green je kot pomočnik osvojil 4 Stanleyjeve pokale z moštvom Ottawa Hockey Club - v letih 1903, 1904, 1905 in 1906. Leta 1908 je napredoval do mesta glavnega trenerja, kjer je zamenjal Alfa Smitha. Ottawo je nato popeljal do osvojitve Stanleyjevega pokala še v letih 1909, 19010 in 1911. Po sezoni 1913 je klub zapustil. Kljub temu je ponovno zasedel klop Ottawe v sezoni 1919/20, ko je zamenjal Alfa Smitha. Green je nato osvojil še tri Stanleyjeve pokale - v letih 1920, 1921 in 1923. Vsega skupaj je osvojil 10 Stanleyjevih pokalov z Ottawo, 4 kot pomočnik in 6 kot trener. 